# Аргос (Індіана)
Аргос (англ. Argos) — місто (англ. town) в США, в окрузі Маршалл штату Індіана. Населення — 1691 осіб (2010).

## Географія
Аргос розташований за координатами 41°14′18″ пн. ш. 86°15′9″ зх. д. / 41.23833° пн. ш. 86.25250° зх. д. (41.238448, -86.252505).  За даними Бюро перепису населення США в 2010 році місто мало площу 3,03 км², з яких 3,00 км² — суходіл та 0,03 км² — водойми. В 2017 році площа становила 3,36 км², з яких 3,33 км² — суходіл та 0,03 км² — водойми.

## Демографія
Згідно з переписом 2010 року, у місті мешкала 1691 особа в 642 домогосподарствах у складі 443 родин. Густота населення становила 559 осіб/км².  Було 724 помешкання (239/км²).
Расовий склад населення:
| - 94,9 % — білих - 0,5 % — корінних американців - 0,3 % — чорних або афроамериканців - 0,2 % — азіатів - 2,0 % — осіб інших рас |

До двох чи більше рас належало 2,1 %. Частка іспаномовних становила 4,6 % від усіх жителів.
За віковим діапазоном населення розподілялося таким чином: 28,4 % — особи молодші 18 років, 59,6 % — особи у віці 18—64 років, 12,0 % — особи у віці 65 років та старші. Медіана віку мешканця становила 33,1 року. На 100 осіб жіночої статі у місті припадало 100,8 чоловіків;  на 100 жінок у віці від 18 років та старших — 97,9 чоловіків також старших 18 років.
Середній дохід на одне домашнє господарство  становив 50 197 доларів США (медіана — 43 672), а середній дохід на одну сім'ю — 59 212 долари (медіана — 55 938). Медіана доходів становила 38 281 долар для чоловіків та 30 284 долари для жінок. За межею бідності перебувало 17,3 % осіб, у тому числі 21,0 % дітей у віці до 18 років та 15,3 % осіб у віці 65 років та старших.
Цивільне працевлаштоване населення становило 913 особи. Основні галузі зайнятості: виробництво — 36,7 %, освіта, охорона здоров'я та соціальна допомога — 16,5 %, роздрібна торгівля — 10,8 %, мистецтво, розваги та відпочинок — 10,5 %.